# Taniu Kireakov
Taniu Kireakov (în bulgară Таню Киряков; n. 2 martie 1963, Ruse, Republica Populară Bulgaria) este un trăgător de tir ce a reprezentat Bulgaria, medaliat olimpic. A participat la 6 ediții ale Jocurilor Olimpice (1988, 1992, 1996, 2000, 2004, 2008) în care a câștigat două medalii de aur și o medalie de bronz.